# Pauletta Foppa
Pauletta Foppa (Amilly, 2000. december 22.  –) olimpiai bajnok, világbajnok francia válogatott kézilabdázó, a francia élvonalbeli Brest Bretagne Handball játékosa.

## Pályafutása

### Klubcsapatokban
Pauletta Foppa pályafutását a Fleury Loiret Handball csapatában kezdte és a csapat színeiben mutatkozott be a francia élvonalban. 2018 nyarán a Bajnokok Ligája résztvevő Brest Bretagne Handballhoz igazolt, aláírva első profi szerződését. 2021-ben megnyerte a francia bajnokságot és kupát, valamint bejutott a Bajnokok Ligája döntőjébe. A BL-ben a szezon legjobb beállójának választották.

### A válogatottban
2016 áprilisában a korosztályos mediterrán játékokon aranyérmet szerzett és megválasztották a legjobb játékosnak, valamint ő lett a torna legeredményesebb játékosa. A 2017-es U17-es Európa-bajnokságon negyedik helyen végzett a franciák korosztályos csapatával és beválasztották a torna All-Star csapatába.
2018. november 22-én 17 és 11 hónapos korában bemutatkozott a francia válogatottban, majd részt vett az év végi Európa-bajnokságon is.
A 2021-re halasztott tokiói olimpiát megnyerte, az orosz válogatott ellen vívott döntőben 7 lövésből 7 gólt szerezve. A decemberi világbajnokságon ezüstérmes lett, a tornán ő szerezte a legtöbb gólt a francia csapatban, összesen 29-et. Az All-Star csapatba is beválasztották.

## Sikerei, díjai
- Olimpiai bajnok: 2021
- Világbajnokság ezüstérmes: 2021
- Európa-bajnokság győztese: 2018
  - ezüstérmes: 2020
- Francia bajnokság győztese: 2021

- A 2017-es U17-es Európa-bajnokság All-Star csapatának tagja
- A 2020–2021-es Bajnokok Ligája-szezon All-Star csapatának tagja
- A 2021-es világbajnokság All-Star csapatának tagja